# Eurydesmus compactilus
Eurydesmus compactilus är en mångfotingart som beskrevs av Gerstaecker 1873. Eurydesmus compactilus ingår i släktet Eurydesmus och familjen Chelodesmidae. Inga underarter finns listade i Catalogue of Life.